# DFS 230
Il DFS 230 fu un aliante da trasporto tedesco sviluppato nel 1937 dal DFS - Deutsche Forschungsanstalt für Segelflug ed in dotazione alla Luftwaffe durante la seconda guerra mondiale.

## Storia del progetto
Il DFS 230 nasce dall'esigenza di dotare la Luftwaffe di un capiente mezzo da trasporto dal basso costo di realizzazione e di rapida costruzione, con il ruolo di appoggio tattico alle truppe di terra. La soluzione era nella scelta di un mezzo senza motore, un aliante, che poteva essere progettato e realizzato grazie alla tradizione tedesca nella realizzazione di alianti da turismo ed addestramento. Il progetto venne avviato nel 1933 su suggerimento dell'asso dell'aviazione Ernst Udet e poi sviluppato nel 1937 dal Deutsche Forschungsanstalt für Segelflug (DFS) su progetto di Hans Jacobs.
Dotato di una capiente fusoliera a sezione quadrata sulla quale anteriormente era ricavata la cabina di pilotaggio chiusa dotata di un'ampia vetratura. L'ala era alta, montata a sbalzo sulla fusoliera, la quale terminava in una coda convenzionale cruciforme dall'impennaggio monoderiva. L'aliante non era dotato di un tradizionale carrello d'atterraggio; nella fase di decollo era dotato di un carrello mobile che veniva rilasciato appena staccati da terra, mentre nella fase di atterraggio poteva contare su un lungo pattino ventrale sul quale scivolare fino all'arresto.
Il DFS 230 veniva portato in volo in una configurazione mistel, ovvero con un velivolo a motore collegato alla parte superiore dell'aliante il quale si sganciava arrivato alla quota e posizione stabilita. A questo scopo vennero utilizzati i Klemm Kl 35, i Focke-Wulf Fw 56 ed i Messerschmitt Bf 109. Questo tipo di configurazione divenne nota successivamente per l'utilizzo di combinazioni con velivoli radiati riempiti di esplosivo ed utilizzati come bombe volanti guidate.
Dopo i primi voli di collaudo, affidati ad Hanna Reitsch nei primi mesi del 1937, l'RLM approvò la sua produzione in serie che venne affidata alla Gothaer Waggonfabrik. Il disegno del DFS 230 ispirò la creazione del rivale aliante britannico General Aircraft Hotspur. 

## Impiego operativo
Il DFS 230 fu pienamente operativo già nel 1938 ed utilizzato in operazioni di guerra nel 1940, prima nell'invasione del Benelux e successivamente nella Campagna di Francia. L'aliante aveva il compito di paracadutare truppe nelle zone di operazione. Il suo carico utile era di 10 soldati con equipaggiamento o 1 200 kg di materiale.
Uno dei più famosi successi dell'impiego del DFS 230 fu in Belgio, nella conquista, il 10 maggio 1940, del Forte di Eben-Emael, difeso da 780 uomini e considerato inespugnabile, ma che grazie a 72 uomini sbarcati dagli alianti riuscirono a sigillare il forte per 24 ore. Successivamente venne occupato dopo 30 ore di accaniti combattimenti, nonostante il tentativo di raggiungere la fortezza da parte del Corpo di Spedizione Britannico (BEF), che, insieme alla II Armata francese, venne respinta dalle forze della VI Armata tedesca di von Reichenau.
Il DFS 230 fu successivamente utilizzato per le operazioni militari in Nordafrica, nella Battaglia di Creta del 20 maggio 1941 dove si rivelò ancora una volta essenziale, ma oramai la supremazia aerea che si stava realizzando nelle file degli alleati rendeva palesi i limiti degli alianti, facili prede dei caccia nemici anche a causa dell'insufficiente corazzatura.
L'ultima impresa di valore storico si deve all'Operazione Quercia; il 12 settembre 1943 un commando di paracadutisti tedeschi della 2. Fallschirmjäger-Division, guidati dal maggiore Harald-Otto Mors, grazie a dieci DFS 230 scesero a Campo Imperatore sul Gran Sasso dove era trattenuto in arresto Benito Mussolini, liberandolo e proteggendolo nella fuga verso la Germania.
Il DFS 230 venne utilizzato anche dalla Forțele Aeriene Regale ale României, l'allora designazione dell'aeronautica militare del Regno di Romania dall'aprile 1943. Il modello venne adottato dai reparti della FARR basati sull'aeroporto di Focșani nella fase finale dell'addestramento dei piloti che sarebbero stati impegnati sugli alianti da trasporto tedeschi nelle missioni di lancio di paracadutisti.

## Versioni

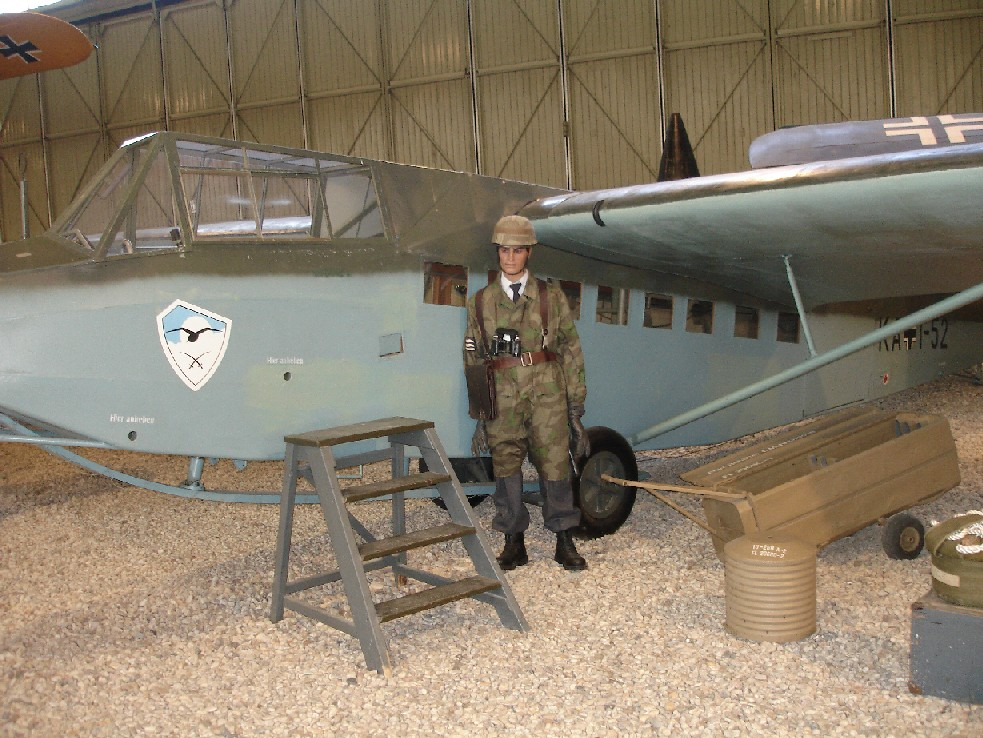
Replica del DFS 230 A esposta al Luftwaffenmuseum der Bundeswehr, Berlino-Gatow

DFS 230 A-1
prima versione di produzione in serie.
DFS 230 A-2
come l'A-1 ma dotato di doppi comandi.
DFS 230 B-1
ulteriore sviluppo; venne equipaggiato con un paracadute per la frenata e di armamento difensivo (MG 34).
DFS 230 B-2
come il B-1 ma equipaggiato con doppi comandi.
DFS 230 C-1
versione prevista derivata dal prototipo DFS 230 V6 dotato di razzi frenanti posizionati nel muso; realizzata in un solo esemplare non venne avviata alla produzione in serie.
DFS 230 F-1
versione prevista derivata dal prototipo DFS 230 V7 (DV+AV) dotato di fusoliera dalla capacità maggiorata ed in grado di trasportare 15 soldati; realizzata in un solo esemplare non venne avviata alla produzione in serie.

## Utilizzatori
Germania
- Luftwaffe

 Romania
- Forțele Aeriene Regale ale României